# 大迫テレビ中継局
大迫テレビ中継局（おおはさまテレビちゅうけいきょく）は、岩手県花巻市の旧大迫町地域に置かれていたテレビ中継局。

## 中継局概要

### アナログテレビ放送
| チャンネル 番号 | 放送局名       | 空中線 電力       | ERP               | 偏波面   | 放送対象地域 | 放送区域 内世帯数 | 運用開始日      |
| --------------- | -------------- | ----------------- | ----------------- | -------- | ------------ | ----------------- | --------------- |
| 41              | TVI テレビ岩手 | 映像3W/ 音声750mW | 映像18W/ 音声4.5W | 水平偏波 | 岩手県       | 600世帯           | 1984年 11月27日 |
| 43              | IBC 岩手放送   | 映像3W/ 音声750mW | 映像18W/ 音声4.5W | 水平偏波 | 岩手県       | 600世帯           | 1979年 12月25日 |
| 45              | NHK 盛岡総合   | 映像3W/ 音声750mW | 映像18W/ 音声4.5W | 水平偏波 | 岩手県       | 600世帯           | 1979年 12月25日 |
| 47              | NHK 盛岡教育   | 映像3W/ 音声750mW | 映像18W/ 音声4.5W | 水平偏波 | 全国         | 600世帯           | 1979年 12月25日 |

- 所在地： 花巻市大迫町内川目字雲南
- 2011年7月24日をもってすべて廃止される予定だったが、3月11日に発生した東日本大震災の影響により、2012年3月31日まで延期された。なお、岩手めんこいテレビと岩手朝日テレビにはチャンネルが割り当てられていなかった。
- デジタルテレビ放送については盛岡送信所によってカバーされるため、中継局は設置されなかった[3]。